# 지식정보보안산업협회
지식정보보안산업협회(知識情報保安産業協會, Korea Informaion Security Industry Association, KISIA)는 지식정보보안산업의 건전한 발전 및 국가 산업 전반의 지식정보보안 수준의 제고를 위하여 지식정보보안산업 사업 환경 조성 및 회원간 상호 협력을 도모함으로써 안전한 정보화 사회 및 국민 경제에 기여하기 위하여 설립된 특수법인이다. 서울특별시 송파구 중대로 135 (가락동 78) IT벤처타워 서관 9층에 위치하고 있다.

## 주요 업무
- 지식정보보안산업에 관한 사업 환경 조성을 위한 법 제도 개선 연구 및 건의
- 지식정보보안산업에 관한 인력양성 지원
- 지식정보보안산업 관련 현황 조사 및 통계 작성
- 지식정보보안산업에 관한 기술 동향 조사 및 신기술보급 활동
- 지식정보보안산업에 해당하는지에 대한 의견서 작성
- 지식정보보안산업에 관한 국제협력 및 해외진출 지원
- 지식정보보안산업의 정보보호기술등에 대한 적정대가 기준의 연구
- 지식정보보안산업에 필요한 기술 연구
- 지식정보보안산업 관련 유관기관 협조 및 홍보 활동
- 회원의 공동이익 및 협력을 위한 사업
- 기타, 정보보호산업 발전 및 협회의 목적 달성에 필요한 사업
- 위의 사업에 수반되는 부대사업

## 설립 근거
- 정보통신산업 진흥법 제40조[3]

## 연혁
- 1997년 8월 한국정보보호산업협의회 구성
- 1998년 11월 19일 한국정보보호산업협회 법인 등록. ISK(주) 김성 사장 초대 회장 취임
- 1998년 7월 21일 한국정보보호산업협회 창립총회
- 1999년 10월 (주)시큐어소프트 김홍선 사장 제2대 회장 취임
- 2000년 8월 (주)시큐어소프트 김홍선 사장 제3대 회장 취임
- 2000년 10월 사무국 이전 (서울특별시 강남구 역삼동 유니온센터)
- 2001년 8월 (주)데이터게이트인터네셔널 정용섭 사장 제4대 회장 취임. 사무국 이전 (서울특별시 송파구 가락동 IT벤처타워)
- 2003년 2월 (주)안철수연구소 안철수 사장 제5대 회장 취임
- 2003년 10월 InfoSecurity China 2003 한국공동관 참가
- 2003년 11월 한국정보보호기업 영문편람 발간
- 2004년 2월 시큐아이닷컴(주) 오경수 사장 제6대 회장 취임
- 2004년 9월 19일 정보통신망 이용 촉진 및 정보보호 등에 관한 법률 제59조의 2 규정에 의해 법정법인 설립인가
- 2005년 2월 윈스테크넷 김대연 대표 제7대 회장 취임
- 2005년 9월 Biometrics Consortium Conference 한국공동관 운영
- 2006년 5월 중국 정보보호시개단 파견 운영
- 2006년 11월 베트남 정보보호시개단 파견 운영
- 2007년 2월 니트젠 배영훈 사장 제8대 회장 취임
- 2007년 미국 전시회(CSI 2007) 참가
- 2008년 2월 닉스테크 박동훈 대표이사 제9대 회장 취임
- 2009년 9월 지식정보보안산업협회 재출범
- 2009년 11월 말레이시아/베트남 지식정보보안 시장개척단 파견
- 2010년 2월 이글루시큐리티 이득춘 대표이사 제10대 회장 취임
- 2010년 5월 Security Show 2010(일본) 참가
- 2010년 6월 SecuTech Vietnam 2010(베트남) 참가
- 2010년 10월 말레이시아 시장개척단 파견 및 CSM-ACE 참가
- 2010년 11월 사회적책임봉사단(KISORE) 발족
- 2011년 3월 Security Show 2011(일본) 참가
- 2011년 6월 SecuTech Thailand 2011(태국) 참가
- 2011년 10월 ITpro EXPO 2011(일본) 참가. 중국국제공안전박람회(CPSE) 2011 참가
- 2011년 12월 U.A.E. 두바이 지식정보보안 시장개척단 파견
- 2012년 1월 Security China 2012(중국) 참가
- 2012년 3월 Security Show 2012(일본) 참가
- 2012년 5월 IST(동경국제정보보안전시회) 2012 한국관 운영. APISC 교육과정 준비운영
- 2012년 7월 SecuTech Thailand 2012(태국) 참가
- 2012년 11월 K-Tech 실리콘밸리 참가. 한/이스라엘 정보보안협력사절단 파견

## 조직

### 총회

#### 이사회

##### 지식정보보안산업협회장
- 고문
- 감사
- 상근부회장
  - 전략기획실
    - 경영기획팀
    - 인력양성팀

  - 산업지원팀
    - 산업진흥팀
    - 조사연구팀
    - 글로벌협력팀

## 같이 보기
- 정보통신산업진흥원